# Andrew Ng
Pour l’article homonyme, voir Ng.
Andrew Y. Ng, né en 1976, est un chercheur américain en informatique. Il est professeur associé au département de science informatique de l'université Stanford. Son travail concerne principalement l'apprentissage automatique et la robotique.
Ng a un doctorat de l'université de Berkeley où il a travaillé sous la direction de Michael I. Jordan.
En 2012, il fonde Coursera avec Daphne Koller.
En 2014 il est recruté comme directeur scientifique pour le moteur de recherche chinois Baidu.

## Publications
Ng est auteur ou coauteur d'une centaine de publications scientifiques concernant l'apprentissage automatique (machine learning), la robotique et les domaines connexes, et ses travaux sur la vision par ordinateur ont été repris par la presse. En 2008, il a été nommé par la Revue de technologie du MIT comme l'un des 35 innovateurs mondiaux de moins de 35 ans.